# Down in Albion
Down in Albion ist das Debütalbum der englischen Band Babyshambles. Es war zudem nach den beiden Alben mit The Libertines das dritte Studioalbum von Pete Doherty.
Besondere Merkmale des Albums sind vor allem der Reggae-Track Pentonville, der vom ehemaligen Mithäftling Dohertys General Santana gesungen wird, und die für Doherty typische Mixtur aus chaotisch-wildem Punk, Indie und Garagenrock. Mit Albion und Merry Go Round finden sich aber auch balladenartige Stücke auf dem ersten Album der Babyshambles. Auf dem Track La Belle et la Bête singt neben Pete Doherty auch dessen damalige Freundin Kate Moss mit.

## Namensbedeutung
Albion ist eine veraltete Bezeichnung Englands bzw. Großbritanniens oder der Britischen Inseln. Mehr hierüber auf dem Artikel Albion. Auf dem Album findet sich mit Albion ein Track in dem mehrere Orte in England genannt werden (Auszug: „Deptford, Catford, Watford, Digbeth, Mansfield / Ahh anywhere in Albion“). Live, wie zum Beispiel auf dem Live-Album Oh What a Lovely Tour, das in Edinburgh aufgenommen wurde, gehörte auch das schottische Edinburgh zu diesen im Song genannten Städten.

## Tracklist
1. La Belle et la Bête (featuring Kate Moss) (Pete Doherty, Chevalley, Peter Wolfe) – 5:05
2. Fuck Forever (Doherty, Patrick Walden) – 4:37
3. À rebours (Doherty) – 3:23
4. The 32nd of December (Doherty) – 3:08
5. Pipedown (Doherty, Walden) – 2:35
6. Sticks and Stones (Doherty, Wolfe) – 4:51
7. Killamangiro (Doherty) – 3:13
8. 8 Dead Boys (Doherty, Walden) – 4:16
9. In Love with a Feeling (Doherty, Walden) – 2:51
10. Pentonville (General Santana) – 3:49
11. What Katy Did Next (Doherty, Alan Wass) – 3:07
12. Albion (Doherty) – 5:24
13. Back from the Dead (Doherty, Wolfe) – 2:52
14. Loyalty Song (Doherty, Walden) – 3:32
15. Up the Morning (Doherty, Walden) – 5:43
16. Merry Go Round (Doherty) – 5:22

## Singleauskopplungen
Killamangiro (bereits am 11. November 2004), Fuck Forever (bereits am 15. August 2005) und Albion (am 28. November 2005) wurden als Singles veröffentlicht.

## Chartplatzierungen

### Album
In den englischen Albumcharts erreichte Down in Albion Rang zehn. In Deutschland kam es auf die Höchstposition 46, in der Schweiz auf Platz 93 und in Österreich auf Platz 52.
In den Jahrescharts schnitt das Album bei vielen Kritikern ebenfalls recht gut ab. NME und Musikexpress hatten es unter ihren Top Ten 2005. NME nahm das Album zudem 2009 auf Platz 35 in das 100 Greatest Albums of the Decade-Ranking auf.

### Singles
Alle drei Singles kamen in die britischen Top Ten, allen voran das am 15. August 2005 veröffentlichte Fuck Forever, das Platz vier erreichte. Albion und Killamangiro kamen auf Platz acht.
Die Single Fuck Forever wurde von der Fachzeitschrift Musikexpress zur Single des Jahres 2005 gekürt.

## Kritiken
Die Kritiken fielen unterschiedlich aus. Jan Wigger (Spiegel Online) bescheinigte Pete Doherty eine Genialität als Songschreiber. Er bedauert jedoch den unpassenden Reggae-Track Pentonville. Heather Phares von AllMusic hält das Album für zu unorganisiert und führt dies auch auf Dohertys Drogenabhängigkeit zurück. Allerdings erkennt sie auch die Brillanz eines Pete Dohertys aus den Libertines-Zeiten.

## Albumcover
Das schlichte Albumcover wurde von Pete Doherty selbst gestaltet.